# Blechnum petiolatum
Blechnum petiolatum là một loài dương xỉ trong họ Blechnaceae. Loài này được Hunter mô tả khoa học đầu tiên năm 1909.
Danh pháp khoa học của loài này chưa được làm sáng tỏ. 